# کنکوردیا (اسطوره روم)

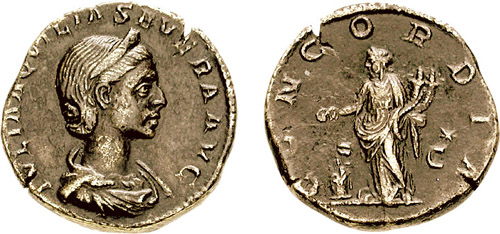
کنکوردیا، در حالت ایستاده کنار یک پاترا و دو کورنوکوپیا، بر پشت یک سکه مربوط به دوران امپراتوری آکوئیلا سروا.

کنکورد یا کنکوردیا(به لاتین: Concordia)، که معنای آن هارمونی و هماهنگی و توازن است، در اساطیر روم و مذهب رومی، ایزدبانو یا الههٔ توافق، تفاهم، و تناسب و هماهنگی میان زن و شوهر بود. همتای یونانی او هارمونیا محسوب می‌شد، و هارمونیان‌ها (پرستندگان هارمونیا) و همین‌طور پاره‌ای از دیسکوردیان‌ها، وی را با آنریس یکسان تلقی می‌کردند. دیسکوردیا (که همان اریس یونانی است)، مقابل یا مخالف وی محسوب می‌شود.
آیین مخصوص پرستش کنکوردیا، که آگوستا (هارمونی جادویی) نام دارد، از اهمیت ویژه‌ای به خصوص برای خاندان سلطنتی برخوردار است. مراسم اهدای کتیبه به او از جانب امپراطوران و اعضای خانواده سلطنتی، از رسوم معمول بود.

## معبد
معبد کنکورد، در فوروم و در دامنه کاپیتول قرار داشت. اگوستین از معبد کنکورد و فدایای این خدا یاد می‌کند و از خانه‌ای که در آن ساکن بود و مدخل آن سه خدا داشت: خدای آستانه، خدای در، و خدای لولای در. برای قطع کردن، سوختن یا جابجا کردن درختی که از بام معبد سر درآورده بود، رومیان سه خدا را فدیه می‌دادند.